# Les Collières
Les Collières, im Oberlauf Torrent de Combet, im Unterlauf Les Claires, ist ein kleiner Nebenfluss der Rhône von 21,7 km Länge im französischen Département Drôme.  Zwei Kilometer vor der Mündung nimmt er den  über 60 km langen Wasserlauf aus Rival, Raille und Oron auf.

## Verlauf
Der als Oberlauf der Collières definierte Torrent de Combet kommt aus einem Waldtal im nördlichen Randbereich des Chambaran-Plateaus und führt nur nach Niederschlägen kurzzeitig Wasser. Er erreicht den Rand des Urstromtals, das bei Voreppe nach rechts vom Tal der Isère abzweigt und im oberen Teil auch Plaine de Bièvre genannt wird. Das Gewässernetz in dessen breitem Talboden dient vor allem der Bewässerung.
Dort trifft er knapp 230 m über dem Meer auf die Veuze (IGN) bzw. Grande Veuse (SANDRE V3430540), die einen halben Kilometer östlich aus Karstquellen entspringt. Am gegenüberliegenden Ufer geht als kleiner Graben, der erst noch die Verbindung aus einer Fischzuchtanlage zu einem Staubecken kreuzt, les Collières ab. Eine Trennung in zwei Ebenen in Form eines kleinen Aquäduktes oder eines Dükers  gibt es nach örtlicher Auskunft (Gendarmeriestation Moras-en-Valloire) nicht.

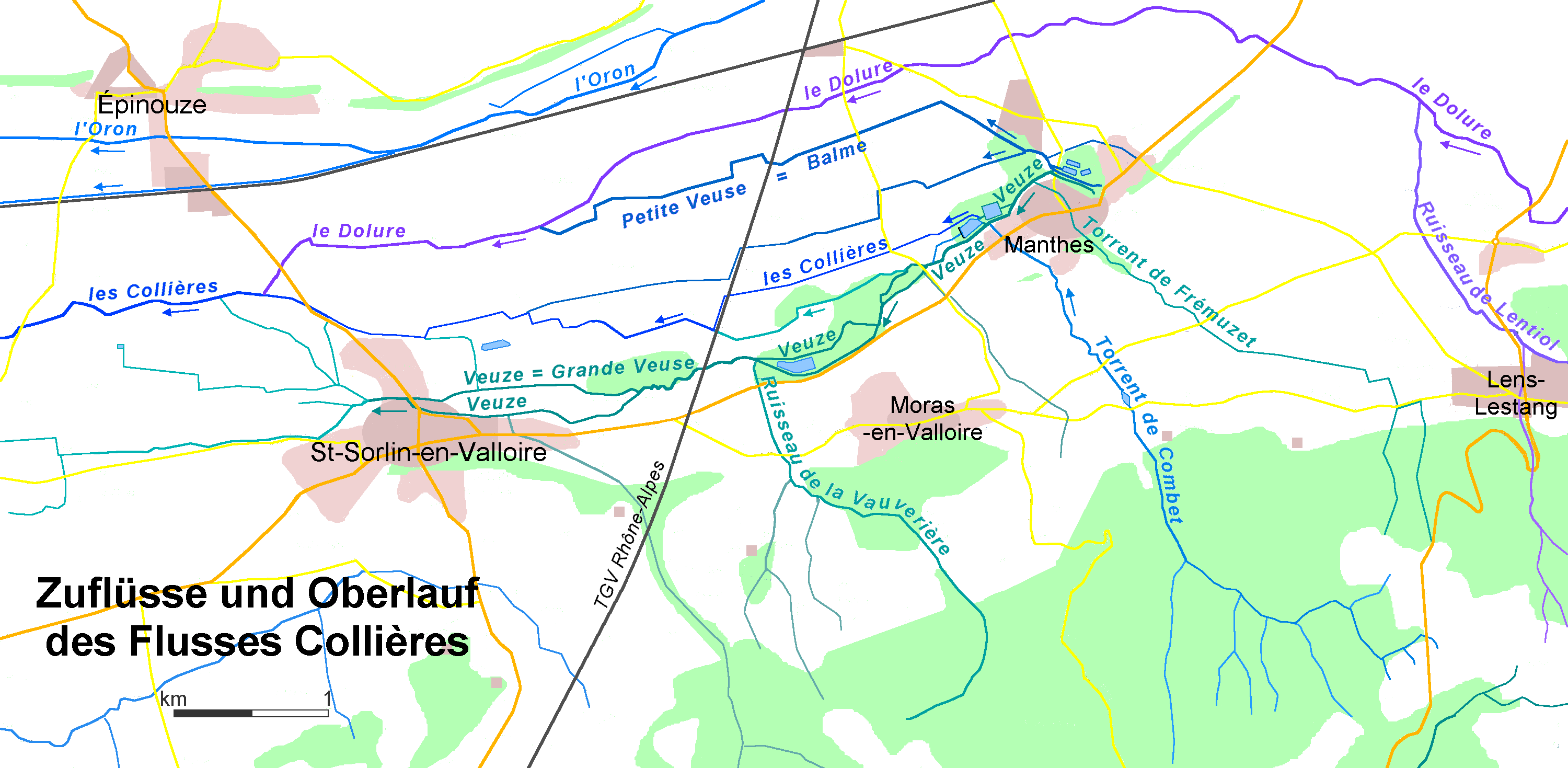
Einbindung des Oberlaufs der Collières ins örtliche Gewässernetz

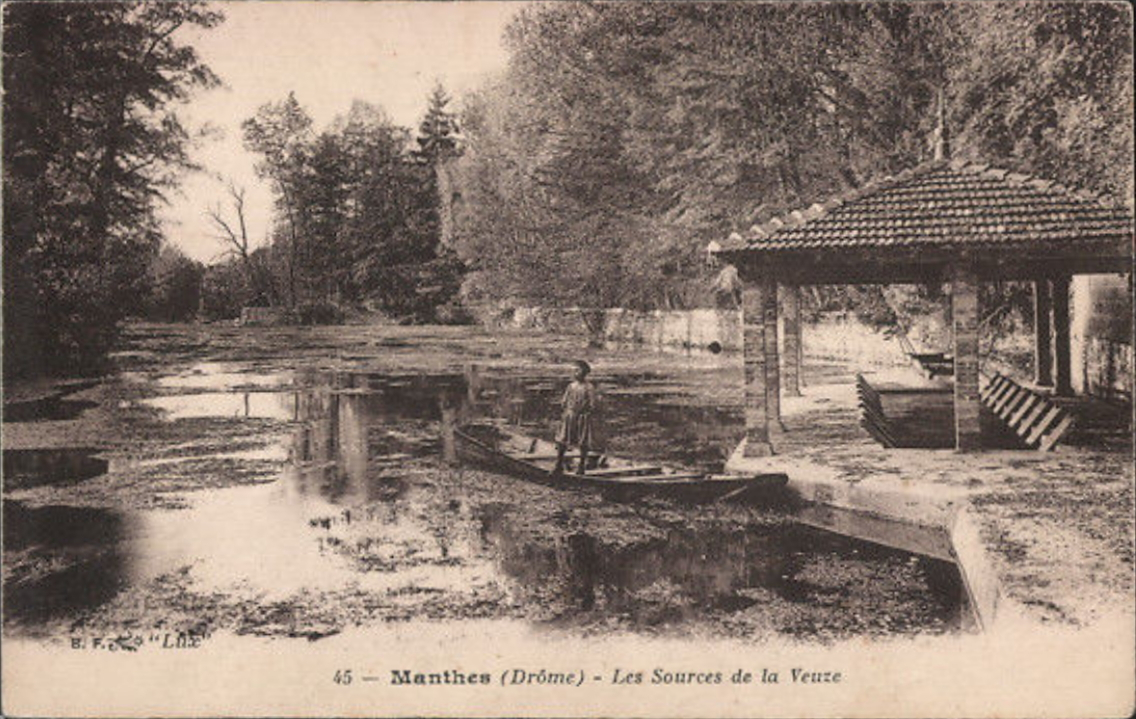
Quellteich der Veuze (Postkarte um 1900)

Der Graben führt nördlich um das Staubecken herum und dann parallel zur Veuze nach Westen. In der Nähe der kreuzenden TGV-Strecke gelangt die Collières durch einen Versatz in einen Graben, der weiter unten in spitzem Winkel von der Veuze abzweigt.
5,24 km nach der Gewässerkreuzung mündet von rechts der Bach Dolure (SANDRE V3430500), der 17,9 km lang ist und im Oberlauf „le Rif“ heißt. Auf den nächsten 2,5 km nimmt die Collières das restliche Wasser aus den Bewässerungsgräben  auf, in die sich die Grande Veuse in Saint-Sorlin-en-Valloire aufzweigt. Zwei Kilometer vor der Mündung schließlich nimmt die Collières einen über 60 km langen Zulauf auf, bestehend aus den Bächen Rival, Raille und Oron. Für den Gewässerabschnitt zwischen diesem Zusammenfluss und der Mündung in den Rhone-Seitenkanal namens Dérivation de Péage-de-Roussillon wird auch der Name Les Claires verwendet.

## Gemeinden
- Lens-Lestang
- Manthes (Westgrenze)
- Moras-en-Valloire
- Saint-Sorlin-en-Valloire
- Épinouze (Südgrenze)
- Anneyron
- Saint-Rambert-d’Albon

## Zuflüsse
- le (der) Dolure von rechts (SANDRE V3430500[3] aber als Zufluss der Collières vergessen), 17,9 km, im Oberlauf le Rif, mit den von links zufließenden Bächen:
  - Ruisseau Combeau (SANDRE V3431020[4] in Marcollin)
  - Ruisseau des Chansons (SANDRE V3431060[5] in Marcollin)
  - Ruisseau de Combeau (SANDRE V3430520[6] in Marcollin)
  - Ruisseau de Lentiol (Sandre V3430520[7] in Lens-Lestang)
  - Die Balme (siehe IGN: Carte IGN) oder Petite Veuse (SANDRE V3431140)[8]
- Oberlauf der Grande Veuse von rechts (Man könnte hier auch den Torrent de Combet als Zufluss der Grande Veuse betrachten. Anderswo betrachtet SANDRE ein nur zeitweise wasserführendes längderes Gewässer als Zulauf des kürzeren permanenten.)
  - dessen Zulauf Torrent de Frémuzet
- Zweige der Grande Veuse von links; deren Zuflüsse unterhalb der Gewässerkreuzung:
  - Ruisseau de Vauverière (SANDRE V3431120)[9] 3,4 km in den Gemeinden Saint-Sorlin-en-Valloire und Moras-en-Valloire.
  - ein namenloser Sturzbach in Saint-Sorlin-en-Valloire
- Oron von rechts

## Informationsbasis
- Les Collières bei SANDRE (französisch)
- Geoportal des französischen Institut Géographique National – um die gesamte Kartenauswahl zu nutzen, muss man sich anmelden (« enregistrer ») und anschließend auf « Mes données » („Meine Daten“) klicken.